# Марио Соарес
Марио Алберто Нобре Лопез Суареш (порт. Mário Alberto Nobre Lopes Soares, IPA: ; 7. децембар 1924 — 7. јануар 2017) био је португалски политичар који је обављао функцију премијера од 1976. године до 1978. године и од 1983. године до 1985. године, а затим функцију председника Португалије од 1986. године до 1996. године.